# كاسبر الشبح اللطيف
كاسبر الشبح اللطيف (بالإنجليزية: Casper the Friendly Ghost)‏ هو بطل الرواية في سلسلة الرسوم المتحركة المسرحية التي أنتجتها استديوهات فايموس التي تحمل الاسم نفسه. كاسبر شبح لطيف وأنيق، ولكن غالبًا ما ينتقده أعمامه الثلاثة الأشرار.
ظهرت الشخصية في 55 رسما كاريكاتوريًا مسرحيًا بين عامي 1945 و 1959. ظهرت الشخصية في الكتب المصورة التي نشرتها هارفي كوميكس منذ عام 1952، واشترى هارفي الشخصية بشكل مباشر في عام 1959. أصبح كاسبر أحد أشهر شخصيات هارفي، وتصدر عناوين عشرات الكتب المصورة.
بعد شراء هارفي للشخصية، ظهر في خمسة مسلسلات تلفزيونية: ماتيز فنداي فانيز (1959–1961)، ذا نيو كاسبر كارتون شو (1963–1970)، كاسبر آند ذي آينجلز (1979–1980)، مغامرات كاسبر (1996–1998) وكاسبر في مدرسة الرعب (2009–2012). ظهرت الشخصية أيضًا في الظهور المسرحي في فيلم الحركة الحية الذي أصدرته شركة يونيفرسال بيكتشرز، كاسبر (1995)، وسيظهر لاحقًا في أربعة أفلام متابعة مباشرة إلى الفيديو ومُعدة للتلفزيون.

## روابط خارجية
- «كاسبر الشبح اللطيف» (كلاسيكيات دريم وركس للرسوم المتحركة)
- "كاسبر الشبح اللطيف". هارفي الترفيهية. مؤرشف من الأصل في 2006-05-10. اطلع عليه بتاريخ 2014-06-11.
- تونوبيديا دون ماركشتاين
- مدرسة تخويف كاسبر على آي تيونز